# 三好市立西井川小学校
三好市立西井川小学校（みよししりつ にしいかわしょうがっこう）は、徳島県三好市井川町西井川にある公立小学校。

## 概要
旧・井川町には他にも三好市立辻小学校・三好市立井内小学校がある。卒業後は三好市立井川中学校へ進学する。

## 沿革
- 2006年 - 町村合併のため三好市立西井川小学校となる。

## 関連学校
- 三好市立井川中学校

## 通学区域が隣接している学校
- 三好市立辻小学校
- 三好市立三縄小学校
- 三好市立池田小学校
- 三好市立箸蔵小学校
- 東みよし町立昼間小学校